# Контадо

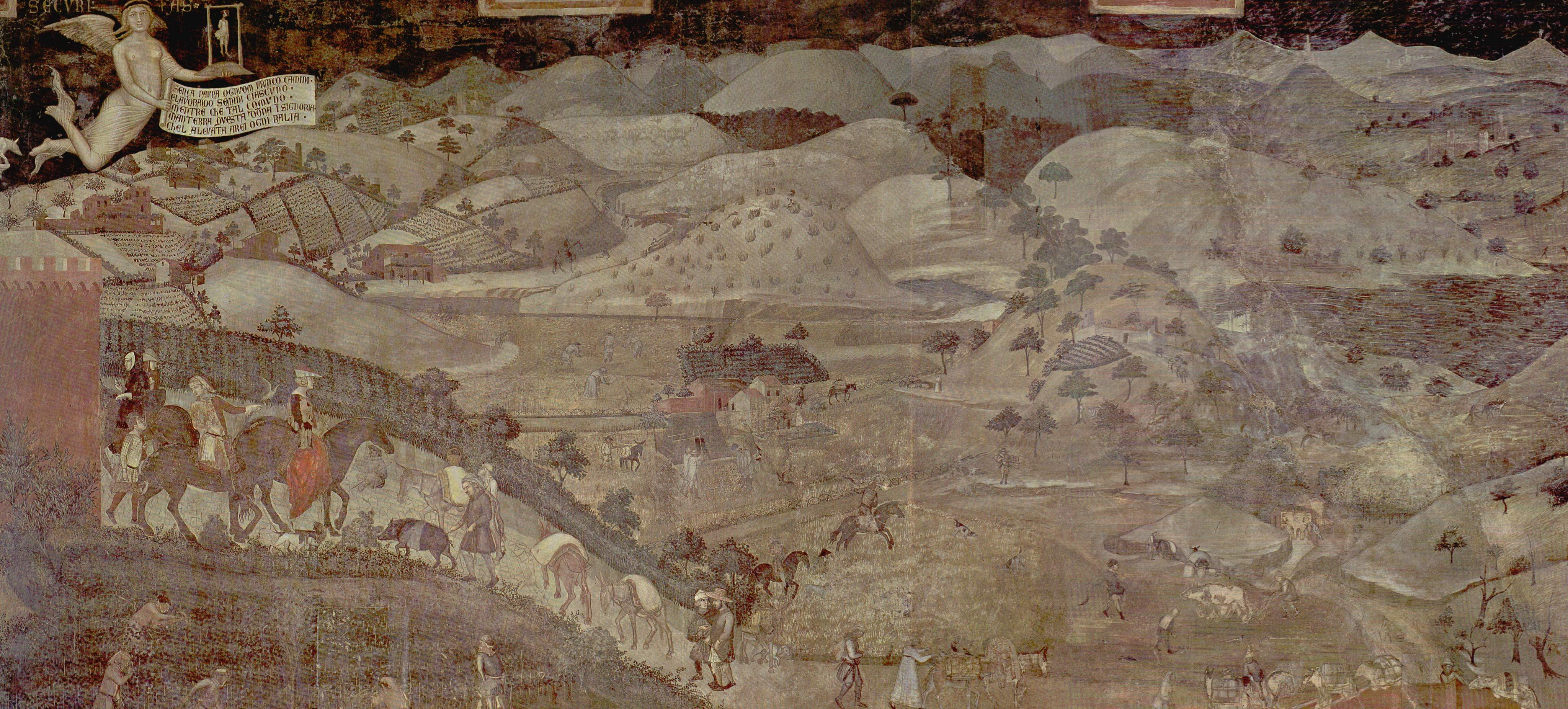
Амброджо Лоренцетти, Вид контадо Сиены

Контадо (итал. contado, от conte — граф) — в средневековой Италии (иногда термин распространяется и на другие страны) преимущественно сельская территория, расположенная в окрестностях города (за пределами городских стен) и подконтрольная ему юридически и экономически.